# Sítio da Fábrica
O Sítio da Fábrica é uma pequena aldeia da freguesia de Vila Nova de Cacela, Município de Vila Real de Santo António, localizada em pleno Parque Natural da Ria Formosa.
Segundo o censo de 2011 tinha 16 habitantes.